# Julek (rzeźba)
Julek – rzeźba plenerowa zlokalizowana w Legnicy, przy Rynku, bezpośrednio przy Galerii Sztuki.
Rzeźba autorstwa legnickiego rzeźbiarza Edwarda Mirowskiego została odsłonięta 30 maja 2014. Przedstawia małego chłopca (ucznia) z dużym tornistrem, z którego wystaje proca. Na jego głowie tkwi gazetowa czapeczka. Jest pierwszą rzeźbą z cyklu Dzieci Legnicy. Cykl ma przedstawiać postacie małych legniczan, poczynając od lat pięćdziesiątych XX wieku, poprzez teraźniejszość, aż po przyszłość. Pomysł cyklu wzbudził w mieście kontrowersje, w tym posądzenia o promowanie kiczu.

## Galeria

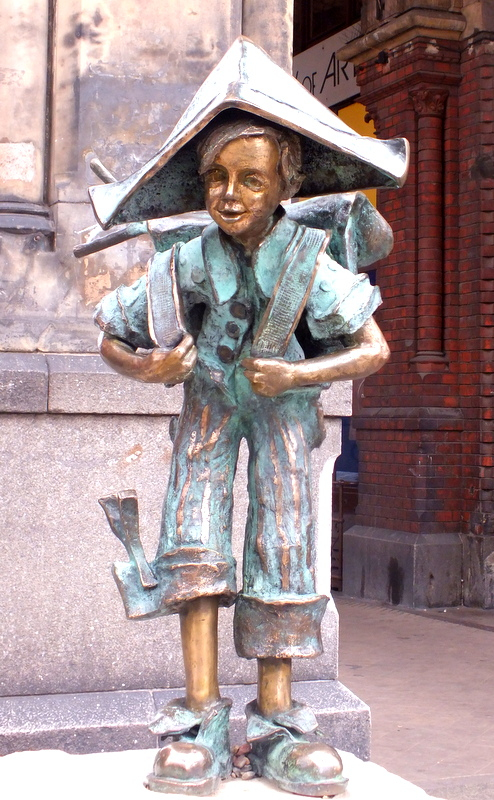
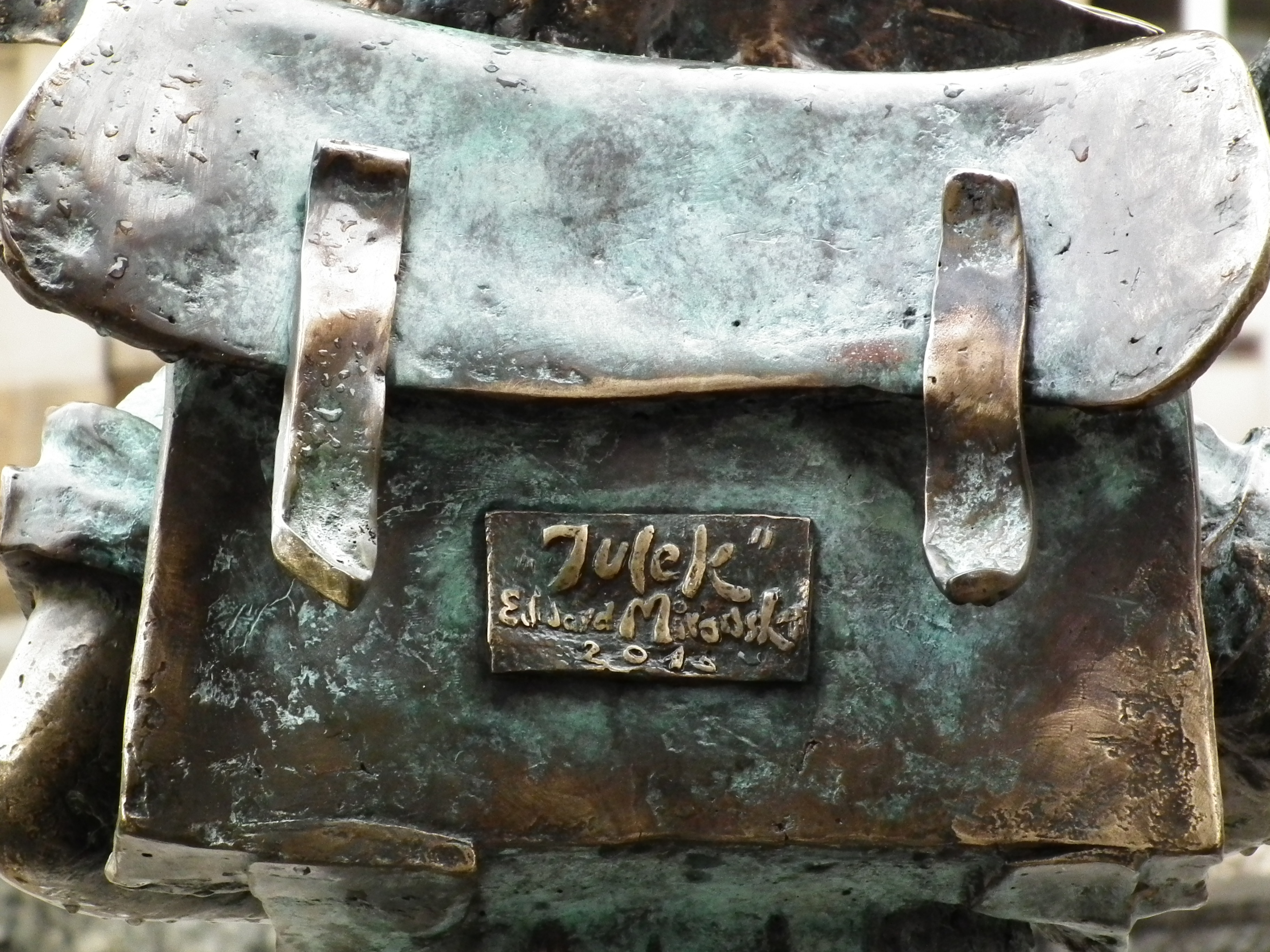